# Донамор (Лиишь)
Донамор (англ. Donaghmore; ирл. Domhnach Mór) — деревня в Ирландии, находится в графстве Лиишь (провинция Ленстер). Население — 1000 человек (по переписи 2006 года).